# عشق در نگاه اول (فیلم ۱۹۸۵)
عشق در نگاه اول (ایتالیایی: Colpo di fulmine) یک فیلم کمدی ایتالیایی به کارگردانی مارکو ریسی است که در سال ۱۹۸۵ منتشر شد.

## بازیگران
- جری کالا
- ریکی توناتزی
- والریا دوبیچی
- وانسا گراوینا
- فرانکا اسکانیه‌تی